# Cabiao
Cabiao est une localité de la province de Nueva Ecija, aux Philippines. En 2015, elle compte 79 007 habitants.